# صديقجان
صديقجان (الاسم الحقيقي- صديق ميرزى أساد أوغلو) (بالأذرية: Mirzə Sadıq) - عازف تار، موسيقار أذربيجاني بارز. هو خالق لتار أذربيجاني.

## حياته وإبداعه
يعتبر صديقجان واحد من عازفين المعروفين لتار في أذربيجان.
ولد صديق ميرزى أساد أوغلو عام 1846، في عائلة حارس بمدينة شوشا.
منذ طفولته، أبدى صديقجان اهتمامًا كبيرًا بالفن، وغنى الأغاني الشعبية الأذربيجانية بشكل جميل.
آخذ والده أسد الله إلى مدرسة عالم الموسيقى الشهير خارات قولو.
بعد التحقق من الصوت، تم قبول صديقجان إلى هذا المدرسة. ومع ذلك كان خريجو من هذه المدرسة، باستثناء صديقجان، أشهر فناني المقام من شوشا جبار كرياجديوغلو، بولبولحجان، حاجي حوسي، مشعدي إيسي.
صديقجان هوالخالق لتار أذربيجاني. قام بزيادة عدد الأوتار من 5 إلى 13، وأجرى تغييرات إضافية على هيكل الأداة، وقام بتغيير نظام الأصابع على عنق الحاوية تمامًا، مما قلل من عددها من 27-28 إلى 22.
في التسعينيات من القرن التاسع عشر بقيادة صديقجان تم إنشاء فرقة في شوشى، والتي شملت المطربين والموسيقيين الشهيرة في ذلك الوقت.
قوربان بيريموف كان من أشهر طلاب صديقجان.
عقدت الحفلات الموسيقية للطاقم في قاعات بشوشا وباكو وكنجه وطهران وفلاديقوقاز.
توفي صديقجان في 56 من عمره، عام 1952 في شوشا.

## معرض صور

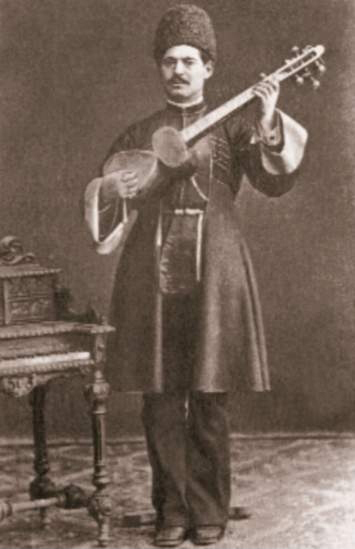
عازف تار وموسيقار أذربيجاني بارز - صديقجان
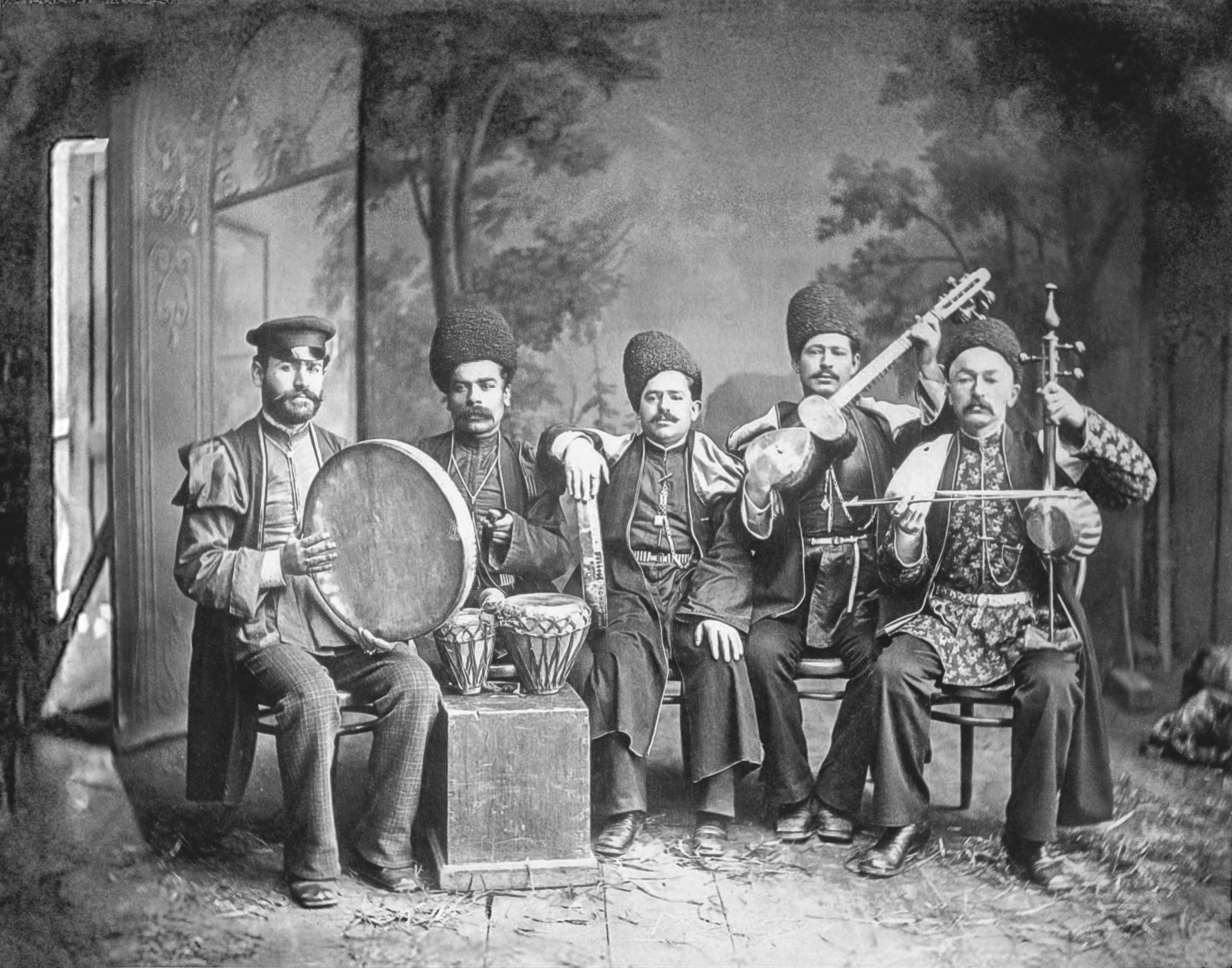
صديقجان مع طاقمه
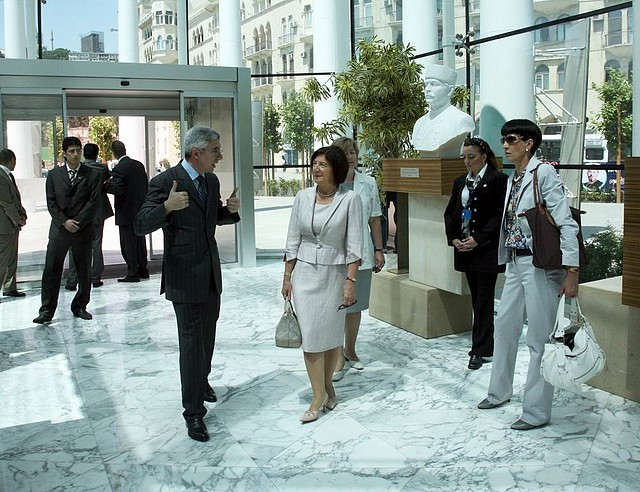
تمثال نصفي صديقجان في مركز موغام الدولي
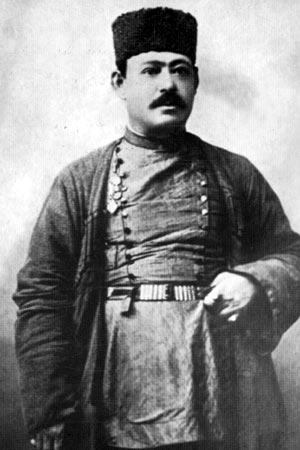
صديق ميرزى أساد أوغلو